# SN 2005ft
SN 2005ft – supernowa typu Ia odkryta 14 września 2005 roku w galaktyce A024204-0032. W momencie odkrycia miała maksymalną jasność 21,20m.